# Zbigniew Starzec
Zbigniew Władysław Starzec (ur. 10 lutego 1962 w Oświęcimiu) – polski samorządowiec, nauczyciel i trener, w latach 2014–2018 starosta oświęcimski, w latach 2018–2020 wicewojewoda małopolski.

## Życiorys
Ukończył studia trenerskie na Akademii Wychowania Fizycznego w Katowicach. Na katowickiej AWF kształcił się także podyplomowo w zakresie korekcji wad postawy, a na Uniwersytecie Jagiellońskim – z zarządzania i komunikacji społecznej. Pracował jako nauczyciel wychowania fizycznego (m.in. w Szkole Mistrzostwa Sportowego i Zespole Szkół Nr 1 w Oświęcimiu), a także jako trener pływania. W młodości był również zawodnikiem drużyny piłkarskiej Unia Oświęcim.
Zaangażował się w działalność polityczną w ramach Prawa i Sprawiedliwości. W 2006, 2010 i 2014 był wybierany do rady powiatu oświęcimskiego. W kadencji 2010–2014 pełnił funkcję wicestarosty (odpowiedzialnego za edukację, zdrowie i sprawy społeczne), zaś w kadencji 2014–2018 – starosty oświęcimskiego. W 2018 kandydował na stanowisko prezydenta Oświęcimia, uzyskując drugi wynik (24,01% głosów) i przegrywając z ubiegającym się o reelekcję Januszem Chwierutem. Zdobył wówczas natomiast mandat w radzie miejskiej (ostatecznie nie obejmując go).
26 listopada 2018 powołany na stanowisko wicewojewody małopolskiego w miejsce Józefa Gawrona, który został radnym sejmiku małopolskiego. W 2019 bez powodzenia kandydował do Sejmu. W listopadzie 2020 zrezygnował ze stanowiska wicewojewody małopolskiego. W 2024 powrócił do rady powiatu.
Został odznaczony Srebrnym (2018) i Złotym (2023) Krzyżem Zasługi. W 2018 otrzymał Brązową Odznakę „Zasłużony dla Ochrony Przeciwpożarowej”.

## Życie prywatne
Jest żonaty, ma dwóch synów.